# Cytaeididae
Die Cytaeididae sind eine Familie der Hydrozoen (Hydrozoa). Die Familie beinhaltet derzeit etwa 20 Arten.

## Merkmale
Die Hydroidpolypen sind sessil und gewöhnlich nicht in Wehr- und Fresspolypen differenziert. Allerdings kommen gelegentlich zwei Größenklassen von Polypen vor, von denen dann die kleineren als Wehrpolypen fungieren. Das Hydrorhiza ist netzförmig und vom Perisarc bedeckt. Die Hydranthen sind nackt, lediglich an der Basis bildet das Perisarc einen becherförmigen Kragen. Die filiformen Tentakel sitzen in einem Kranz direkt unterhalb des Mundkegels (Hypostom). Die Gonophoren sitzen direkt auf der Hydrorhiza und entwickeln sich zu freilebenden Medusen, Medusoide oder Sporensäcke. Der Schirm der Medusen ist glockenförmig mit vier oder acht soliden randlichen Tentakeln. Der Mund ist ringförmig und einfach mit vier unverzweigte oralen Mundtentakeln. Sie besitzen vier radiale Kanäle und einen Ringkanal. Die Gonaden sind interradial befestigt oder umgeben das Manubrium. Es sind keine Ocelli vorhanden.

## Geographisches Vorkommen
Die Arten der Familie sind nahezu weltweit verbreitet. Das Verbreitungsgebiet reicht von den Tropen bis in polare und antarktische Gewässer.

## Systematik
Peter Schuchert listet im „Hydrozoa Directory“ drei Gattungen unter dieser Familie:
- Cytaeis Eschscholtz, 1829
- Paracytaeis Bouillon, 1978
- Perarella Stechow, 1922

### Online
- Hydrozoa Directory